# Batalla de Ponza (1435)
La batalla de Ponza tuvo lugar el 5 de agosto de 1435 entre una escuadra naval genovesa y una aragonesa del rey Alfonso V de Aragón. La victoria fue para los genoveses que lograron apresar al rey Alfonso el Magnánimo y a sus hermanos los infantes de Aragón don Juan, rey consorte de Navarra, y don Enrique.

## Antecedentes
Tras la guerra castellano-aragonesa de 1429-1430 que finalizó con las treguas de Majano, el rey de la Corona de Aragón Alfonso el Magnánimo retomó su ambición de hacerse con el trono del reino de Nápoles. Para ello zarpó con su flota, financiada con un sustancioso donativo de las Cortes de Aragón, para dirigirse a su reino de Sicilia a donde llegó el 2 de julio de 1432. Dos años después se le unieron sus tres hermanos, los infantes de Aragón don Enrique y don Pedro y el rey consorte de Navarra don Juan, este último para intentar conseguir que Alfonso el Magnánimo volviese a la península ibérica para que se ocupase de sus asuntos en Castilla una vez que estaba a punto de cumplirse el plazo de cinco años estipulado en las treguas de Majano. Pero la muerte en noviembre de 1434 de Luis de Anjou, rival del Magnánimo en sus aspiraciones al trono de Nápoles, y sobre todo el fallecimiento de la reina Juana II de Nápoles, que se produjo el 2 de febrero de 1435, hizo que el rey de Aragón abandonara sus planes de regreso y se dispusiera a intentar arrebatar a Renato I de Anjou, pretendido sucesor de Juana II, el trono napolitano.
Esto dio comienzo a una guerra de sucesión del reino de Nápoles entre la Casa de Aragón y la Casa de Anjou. En este punto crítico, Renato fue capturado y hecho prisionero en el Ducado de Borgoña, por lo que Alfonso V no desaprovechó la oportunidad y preparó una armada para salir desde Sicilia hacia Nápoles.

## La batalla
Alfonso V ordenó a la flota real zarpar de Mesina para dirigirse a Ischia con la finalidad de atacar la fortaleza costera de Gaeta en la costa del reino de Nápoles. En mayo de 1435 comenzó el asalto a Gaeta ―la columna central del ataque la dirigió el rey consorte de Navarra don Juan― pero ésta resistió y en su ayuda acudió la flota genovesa. Las flotas aragonesa y genovesa se encontraron en las aguas de la isla de Ponza el 5 de agosto de 1435 librándose una cruenta batalla naval en la que salieron victoriosos los genoveses. La clave de su triunfo estuvo en que la nave capitana aragonesa, en donde iban embarcados los reyes de Aragón y de Navarra, fue embestida por las carracas genovesas y obligada a rendirse. Sólo logró escapar el infante don Pedro con dos galeras que logró conducir hacia Gaeta. Otra de las claves de la derrota aragonesa fue, según Jaume Vicens Vives, «la presencia en la flota real de gran cantidad de nobles y caballeros poco duchos en los combates navales». La flota genovesa, dirigida por Biagio Assereto, consiguió capturar al rey Alfonso V.

## Consecuencias
Además de los reyes de Aragón y de Navarra y del infante don Enrique fueron hechos prisioneros un gran número de nobles aragoneses, catalanes, valencianos, napolitanos y sicilianos ―incluido entre estos últimos el almirante de la flota aragonesa Gutierre de Nava―, y también un grupo de nobles castellanos partidarios de los infantes de Aragón. Todos ellos fueron conducidos a Génova y desde allí a Milán, que entonces ostentaba la soberanía sobre la República de Génova. Pero en Mílán el duque Felipe María Visconti no los trató como enemigos sino que selló una alianza con Alfonso el Magnánimo, con la finalidad de repartirse ambos el dominio de la península italiana. El rey aragonés atribuyó el cambio de actitud del duque Visconti a «algún misterio divino», según escribió a sus vasallos el 5 de octubre de 1435. El primer resultado concreto del acuerdo fue la puesta en libertad de don Juan quien el 2 de noviembre embarcó en Porto Venere rumbo a Barcelona, a donde llegó el 30 de diciembre. Poco después era puesto en libertad Alfonso el Magnánimo y casi al mismo tiempo el infante don Pedro conseguía tomar la codiciada plaza de Gaeta. Este éxito indujo al rey Alfonso a continuar en Italia por lo que el 20 de enero de 1436 nombró a su hermano Juan lugarteniente real en los reinos de Aragón y de Valencia y colugarteniente en el Principado de Cataluña.
Los genoveses se exasperaron por la repentina decisión del duque de aliarse con Alfonso el Magnánimo, su prisionero, por lo que se rebelaron contra aquel, expulsaron a la guarnición milanesa y derrocaron a su gobierno en el 27 de diciembre de 1435.

## Valoración
Según Jaume Vicens Vives, «la noticia de la derrota de Ponza se difundió rápidamente por las cancillerías del occidente de Europa, llenando de estupor a muchos y de satisfacción a no pocos. Era una sorpresa ver derrotada a la flota que durante dos siglos había detentado la hegemonía en la cuenca occidental del Mediterráneo. Pero el suceso no pasó de ser un incidente más en la serie de avances y retrocesos que hasta aquel momento habían caracterizado la política napolitana de Alfonso el Magnánimo».